# Zachmiel
Zachmiel – wieś w Polsce położona w województwie mazowieckim, w powiecie białobrzeskim, w gminie Stromiec.
Wieś wchodzi w skład sołectwa Niedabyl.
W latach 1975–1998 miejscowość należała administracyjnie do województwa radomskiego.
Wierni Kościoła rzymskokatolickiego należą do parafii św. Jana Chrzciciela w Stromcu.